# 85185 Lederman
85185 Lederman este o planetă minoră (asteroid) din Mars-crossing asteroid⁠(d). A fost descoperită pe 6 iunie 1991 la Observatorul European Austral de Eric Walter Elst. 
Obiectul prezintă o orbită caracterizată de o semiaxă mare de 2,1774931000157 UAi, o excentricitate de 0,29, o înclinație de 5 ° în raport cu ecliptica.